# Deniz Sari
Deniz Ömer Sari (* 29. Juli 1985 in Braunschweig) ist ein türkischer Fußballspieler.

## Karriere
Deniz Sari spielte zuerst in seiner Geburtsstadt bei Eintracht Braunschweig, bevor er mit 18 in Bayern einen Arbeitsplatz fand. Das letzte Jugendjahr war er beim Sportclub Eintracht Freising und spielte dann für den Bezirksligisten SV Türkgücü Ataspor aus München. Danach ging er in die Türkei ins ostanatolische Van, wo er sich Belediye Vanspor anschloss.
Bis zum August 2009 spielte er bei dem Zweitligisten, bevor ihn, nach einem Abstecher im türkischen Amateurfußball, der deutsche Trainer Thomas Geist Anfang 2010 zum FK Laktaši in die bosnisch-herzegowinische erste Liga als Verstärkung im Abstiegskampf holte. Es kam aber nur zu einem einzigen Kurzeinsatz und als der Verein am Saisonende abstieg, war sein Engagement dort bereits wieder beendet.
Er kehrte nach Bayern zurück und schloss sich dem VfR Jettingen in der Bezirksliga Schwaben Nord an. Zufällig entdeckte Heiko Herrlich, der Trainer der SpVgg Unterhaching, Sari bei einem Freizeitspiel und holte ihn zur Saison 2011/12 in den Verein. Dort spielte er siebenmal in der Bayernliga-Mannschaft, stand jedoch auch als Ersatzspieler im Kader der ersten Mannschaft in der 3. Liga. Zum 31. Dezember 2011 wurde Saris Vertrag bei der SpVgg aufgelöst.